# 大哥海崖
71°28′S 159°48′E / 71.467°S 159.800°E
大哥海崖（英語：Big Brother Bluff）是南極洲的海崖，處於伯恩哈姆山以北11公里，屬於烏薩爾普山脈的一部分，是丹尼爾斯山脈的西部，海拔高度2,480米，由新西蘭探險隊命名。